# Емілія Якшич
Емілія Якшич-Никезич (сербохорв. Емилија Јакшић-Никезић / Emilija Jakšić-Nikezić; 29 квітня 1924 — 29 листопада 1949) — югославська жінка-політик, партизанка Народно-визвольної війни в Югославії, громадсько-політичний діяч Народної Республіки Сербія.

## Біографія
Емілія Якшич народилася 29 квітня 1924 року в Белграді. Будучи ученицею гімназії, приєдналася до революційного руху. У 1940 році стала членом Союзу комуністичної молоді Югославії, з серпня 1941 року в партизанському русі, член шкільного керівництва СКМЮ.
Як керівник молодіжного руху, Емілія брала участь в організації партизанських акцій, диверсій і саботажів. Взимку 1941 року була арештована, однак втекла з-під варти, незважаючи на те, що була закута в наручники. Член Комуністичної партії Югославії з січня 1942 року. Бєлградським міським комітетом СКМЮ відправлена до Земуна, тричі була арештована окупаційними властями і всі три рази звільнялася завдяки старанням соратників. Секретар Земунського районного комітету СКМЮ, член Земунського районного комітету КПЮ з листопада 1942 року.
З жовтня 1943 року працювала в Шумадії інструктором крайового комітету СКМЮ за завданням Сербської крайового комітету КПЮ. З 1944 року член Сербської крайового комітету СКМЮ. Після визволення Югославії працювала на різних посадах в Союзу комуністичної молоді Югославії та Комуністичної партії Югославії. Була одружена з майбутнім головою Президії ЦК Союзу комуністів Сербії Марко Никезичем.
Загинула в автокатастрофі 29 листопада 1949 року під Обреновацем. Нагороджена рядом югославських нагород, в тому числі Партизанським пам'ятним знаком 1941 року. Нині її ім'я носить вулиця в Земунському районі Нова-Галеника.